# Radsportteam
Ein Radsportteam  ist eine organisatorische Einheit bestehend aus Radrennfahrern und Betreuern, deren Zweck es ist, als Mannschaft gemeinsam an Radrennen teilzunehmen.

## Teams im Straßenradsport
Aufgrund der sportartspezifischen taktischen Kooperation und Spezialisierung sind Teamstrukturen vor allem im Straßenradsport von Bedeutung. Internationale Eintagesrennen und Etappenrennen werden nach dem Reglement des Weltradsportverbands UCI ausschließlich in Teams ausgetragen.
Als Radsportteams können bereits Gruppen von Amateursportlern oder Hobbyfahrern bezeichnet werden, die sich organisatorisch zur Teilnahme an Jedermannrennen und Radmarathons zusammenschließen. Im Wettkampfsport gibt es Strukturen aus Vereins-, Regional- und Nationalmannschaften, denen die Fahrer aufgrund ihrer Mitgliedschaft in entsprechenden Vereinen und Verbänden angehören. Kommerzielle Teams, denen bestimmte internationale Rennen vorbehalten sind, werden von der UCI in drei Gruppen eingeteilt. Bei den Männern heißen diese UCI WorldTeams, UCI ProTeams und UCI Continental Teams, bei den Frauen sind es die UCI Women’s WorldTeams, UCI Women’s ProTeams und UCI Women’s Continental Teams. Neben den Namen sind auch die Bestimmungen für Männer- und Frauenteams etwas unterschiedlich. Auf nationaler Ebene gibt es Renngemeinschaften, in denen Fahrer verschiedener Vereine mit Genehmigung des Radsportverbands zusammen in einem gemeinsamen Radsportteam starten.
Im deutschen Sprachraum werden Profiteams im Straßenradsport zum Teil auch als Rennställe bezeichnet.

## Teams in anderen Disziplinen
Neben den informellen und den verbandsorientierten Teams gibt es auch im Mountainbikesport, Bahnradsport, BMX-Rennsport und Cyclocross zunehmend kommerzielle Strukturen, die bei der UCI als UCI MTB Teams und UCI MTB Elite Teams, UCI Track Teams, UCI BMX Racing Teams sowie als UCI Cyclo-Cross Teams und UCI Cyclo-Cross Professional Teams registriert werden.

## Organisation und Zusammensetzung eines Profiteams
Ursprünglich wurden Profiteams unmittelbar durch ihren Hauptsponsor unterhalten, die Arbeitgeber der Radrennfahrer und Betreuer waren. Zunächst waren dies Markenteams von Fahrradherstellern, ab den 1950er Jahren zunehmend Hersteller anderer Produkte.
Mit dieser Tradition brachen Laurent Fignon, Sieger der Tour de France 1983 und 1984, und sein Sportlicher Leiter Cyrille Guimard, nachdem ihr Team Renault vom gleichnamigen Sponsor zum Saisonende 1985 geschlossen wurde. Sie gründeten mit Maxi-Sports Promotion  eine eigene Betreibergesellschaft als rechtliche Verbindung zu Sponsoren, Fahrern und Betreuern. Dieses Modell der Betreibergesellschaften mit wechselnden Sponsoren war typisch für den Straßenradsport der folgenden Jahrzehnte. Später wurden vermehrt die Hauptsponsoren Anteilseigner der Betreibergesellschaften, so zum Beispiel 2013 die Trek Bicycle Corporation am Team Trek Factory Racing, welches 2023 als Lidl-Trek  mit Lidl einen neuen Hauptsponsor erhielt, der 2025 die Mehrheit der Anteile von Trek übernahm. Weitere Beispiele sind die Übernahme der Anteilsmehrheit an den Betreibergesellschaften Slipstream durch EF Education First und RD procycling durch Red Bull 2024.
Außer den Radrennfahrern wirken zahlreiche weitere Beschäftigte an dem Erfolg des Teams mit, darunter
- Teammanager, gesamtverantwortlich für das Team, insbesondere für den Kontakt zu den Sponsoren, der UCI, Veranstaltern und den Behörden,
- Sportliche Leiter, welche u. a. die Teamtaktik im Rennen bestimmen,
- Trainer, welche die Fahrer trainieren,
- Teamärzte, verantwortlich für die Gesundheit der Fahrer,
- Physiotherapeuten, verantwortlich für spezielle Trainingsformen, Prävention und Regeneration,
- Soigneurs, auch Pfleger, welche die Fahrer als Masseure unterstützen und für Verpflegung, Bekleidung u. a. verantwortlich sind, und
- Mechaniker, zuständig für die Wartung der Rennräder und Behebung von Defekten während der Rennen.

Diese Funktionen sind zum Teil von der UCI besonders lizenzierten Personen vorbehalten. Die Aufgaben überschneiden sich und werden von Team zu Team unterschiedlich interpretiert. Wie andere Unternehmen haben Profiteams auch Kraftfahrer, Buchhalter, Pressesprecher und zahlreiche andere Beschäftigte. Einige Teams beschäftigen sogar eigene Köche.

## Entwicklung im Straßenradsport
Bis in die 1980er Jahre waren die nationalen Radsportverbände für die Registrierung und Überwachung von Radsportteams zuständig; Fahrer konnten zeitweilig auch in je nach Land in unterschiedlichen Teams antreten. Die Entscheidung darüber, welche Mannschaften an einem Rennen teilnehmen konnten, lag bei den Organisatoren dieser Rennen, die über ihre Vereinigung AIOCC den internationalen Rennkalender bestimmten. Gegen Ende der 1980er Jahre nahm der Weltverband UCI bzw. dessen Unterorganisation FICP eine aktivere Rolle in der Organisation des Renngeschehens ein, zunächst durch die Schaffung des UCI-Straßenradsports-Weltcup der Männer. Um ein objektives Kriterium für die zum Weltcup eingeladenen Teams zu haben, bediente man sich der von der französischen Zeitschrift Vélo gepflegten Fahrer-Rangliste, aus der ein Mannschafts-Ranking errechnet wurde.
Der Wegfall des Amateurstatuts machte in den 1990er Jahren eine Neuordnung erforderlich. 1996 wurden für Fahrer die einheitlichen, nur übers Alter definierten Kategorien Elite und U23 eingeführt und Vorschriften erlassen, die die Zulassung von Teams zu bestimmten Rennen regelten.

### Männer
Die Teams im internationalen Radsport der Männer wurden 1996 in zwei Kategorien eingeteilt, 1999 kam eine dritte hinzu. Diese hießen auf französisch Groupes sportifs (GS) bzw. auf englisch Trade Teams (TT), jeweils um die römischen Zahlen Ⅰ, Ⅱ und Ⅲ ergänzt. Die Rennen selbst wurden in einen Weltkalender und einen kontinentalen Kalender mit mehreren Unterklassen eingeteilt. Dabei blieben die höchstrangigen Wettkämpfe wie Weltcup oder große Landesrundfahrten den GS Ⅰ und Ⅱ vorbehalten. Diese unterlagen denselben Statuten und wurden direkt von der UCI kontrolliert, unter anderem war ein Mindestgehalt für Fahrer vorgeschrieben. Die Gruppe der GS Ⅰ bestand aus 22 Teams, die jedes Jahr nach den Leistungen der vorangegangenen Saison bestimmt wurden, und hatte garantierten Zugang zum Weltcup, während die Teams der zweiten Kategorie auf Einladungen angewiesen waren. Die GS Ⅲ wurden durch die nationalen Verbände kontrolliert und hatten geringere Auflagen zu erfüllen, insbesondere gab es keine Vorschriften über die Bezahlung der Fahrer; sie konnten aber nur an niederrangigen Rennen teilnehmen. Ab 2002 wurde die Zahl der GS Ⅰ auf 30 erhöht, wobei die besten 10 Top Club genannt wurden und erweiterte Teilnahmerechte bzw. -pflichten hatten.
Die nächste Reform ergab sich durch die Einführung der UCI ProTour, die den Weltcup ersetzte und neben Eintagesrennen auch Etappenrennen umfasste. In diesem Zusammenhang wurden die Bezeichnungen UCI ProTeam, UCI Professional Continental Team und UCI Continental Team geschaffen. Während die beiden letzteren direkte Entsprechungen der GS Ⅱ und Ⅲ waren, wies das Statut der ProTeams bedeutende Neuerungen auf. Diese wurden nicht mehr nach objektiven sportlichen Kriterien ausgewählt, sondern durch Vergabe einer auf vier Jahre ausgelegten Lizenz, wofür auch Kriterien wie die geographische Verteilung der Mannschaften herangezogen wurden; die Zahl dieser Lizenzen war auf 20 beschränkt. Die ProTeams hatten das Recht und die Pflicht, an allen ProTour-Rennen teilzunehmen, was zu schweren Konflikten zwischen der UCI und den Organisatoren der großen Landesrundfahrten, ASO, RCS und Unipublic führte; diese sahen ihre Kontrolle über Auswahl der Teams und deren sportliche Wertigkeit gefährdet. 2009 wurde ein Kompromiss gefunden, der 2011 in die Schaffung der UCI WorldTour mündete. Die Zahl der ProTeams wurde etwas reduziert, und es gab klarere sportliche Kriterien für die Lizenzvergabe.
Die Teamkategorien wurden seitdem nicht mehr grundlegend verändert. 2015 wurde der Name der ProTeams an den Namen der WorldTour angepasst, sie heißen seitdem UCI WorldTeams. 2020 wurden die Professional Continental Teams ihrerseits in UCI ProTeams unbenannt, bilden aber nach wie vor die zweithöchste Kategorie. Die Modalitäten für die Lizenzierung der WorldTeams sowie der Zulassung von ProTeams zu den Rennen der WorldTour wurden noch mehrfach geändert. Das Mindestgehalt der Fahrer in den World- und ProTeams ist durch eine gemeinsame Vereinbarung der Fahrergewerkschaft CPA und dem Verband der Teameigentümer AIGCP festgelegt.

### Frauen
Im Straßenradsport der Frauen gab es lange Zeit nur eine einzige Kategorie von Mannschaften, die so genannten UCI Women’s Teams (Groupes sportifs féminins). 1999 gab es 11 solcher Teams. Deren Statut war dem der Continental Teams der Männer vergleichbar, in der Tat wurden beide Teamkategorien ab 2009 durch identische Vorschriften geregelt. Es war zwar ein Arbeitsvertrag zwischen Fahrerinnen und Teamleitung erforderlich, aber ohne Vorschriften über eine Vergütung. Der Zugang zum UCI-Straßenradsport-Weltcup der Frauen (1998–2015) bzw. zur UCI Women’s WorldTour (ab 2016) war durch die Positionierung in der Weltrangliste geregelt, zusätzlich wurden Nationalmannschaften eingeladen.
Mit der Saison 2020 wurde erstmals eine explizit professionelle Kategorie von Frauenteams geschaffen, die UCI Women’s WorldTeams. Die übrigen Mannschaften erhielten den Namen UCI Women’s Continental Teams. Die WorldTeams, deren Zahl regulär 15 beträgt, haben ein Vorrecht auf den Start in der WorldTour, müssen dafür aber professionelle Strukturen aufweisen und ihren Fahrerinnen ein in den Regeln festgehaltenes Mindestgehalt zahlen. Seit 2025 gibt es zusätzlich die UCI Women’s ProTeams als zweithöchste Kategorie. Dabei handelt es sich ebenfalls um professionelle Mannschaften, aber mit nachrangigem Startrecht in der WorldTour und geringeren finanziellen Anforderungen.